# Château des Vergnes
Le château des Vergnes est un édifice situé à Clermont-Ferrand (France).

## Localisation
Le château est situé sur le territoire de la commune de Clermont-Ferrand, dans le département du Puy-de-Dôme, en région Auvergne-Rhône-Alpes.

## Description
Le château des Vergnes est une ancienne gentilhommière de plan rectangulaire avec deux pavillons en retour d'équerre. Les éléments pittoresques sont les couronnements des pavillons d'angle et de la travée centrale, en façade sud-ouest, ainsi qu'un petit pavillon octogonal à l'ouest,.

## Historique
Le château est inscrit partiellement aux monuments historiques par un arrêté du 24 juin 1976

## Protection
Éléments protégés : les façades et toitures du château, ainsi que celles du pavillon octogonal en dépendant.